# هریسون (میشیگان)
هریسون، میشیگان (به انگلیسی: Harrison, Michigan) یک شهر در ایالات متحده آمریکا با جمعیت ۲٬۱۱۴ نفر است که در میشیگان واقع شده‌است.

## موقعیت جغرافیایی
موقعیت جغرافیایی شهرها و مناطق اطراف به شرح زیر است: